# Olympische Jugend-Winterspiele 2012/Teilnehmer (Moldau)
| Gelbes Symbol für Goldmedaillen mit stilisierten Olympischen Ringen | Graues Symbol für Silbermedaillen mit stilisierten Olympischen Ringen | Braundes Symbol für Bronzemedaillen mit stilisierten Olympischen Ringen |
| ------------------------------------------------------------------- | --------------------------------------------------------------------- | ----------------------------------------------------------------------- |
| —                                                                   | —                                                                     | —                                                                       |

Die Republik Moldau nahm an den Olympischen Jugend-Winterspielen 2012 in Innsbruck mit einer Athletin in einer Sportart teil.

## Sportarten

### Biathlon
| Athleten      | Wettbewerb        | Zeit (Schießfehler) | Rang |
| ------------- | ----------------- | ------------------- | ---- |
| Mädchen       |                   |                     |      |
| Irina Cozonac | 6 km Sprint       | 25:17,2 min (3)     | 46   |
| Irina Cozonac | 7,5 km Verfolgung | DNF                 | DNF  |